# John Clare
John Clare (13. července 1793, Helpstone, dnes Helpston – 20. května 1864, Northampton) byl anglický romantický básník.

## Život
Pocházel z nemajetné pologramotné rodiny nádeníka, byl drobné postavy a podvyživený. Do dvanácti let chodil do školy, pak se živil jako čeledín, zahradník a dělník ve vápence a dokonce kočoval s cikány. Pro svou chudobu prožil milostné zklamání. Díky svému velikému nadání začal psát básně ovlivněn četbou Bible, tvorbou Jamese Thomsona a lidovými baladami, které slyšel od svých rodičů. Roku 1820 se mu podařilo vydat svou prvotinu, sbírku básní Poems Descriptive of Rural Life and Scenery  (Básně popisující venkovský život a krajinu), která dosáhla velkého úspěchu a přinesla mu hmotné zabezpečení, takže se v tom samém roce oženil s dojičkou Martou („Patty“) Turnerovou, se kterou měl sedm dětí.

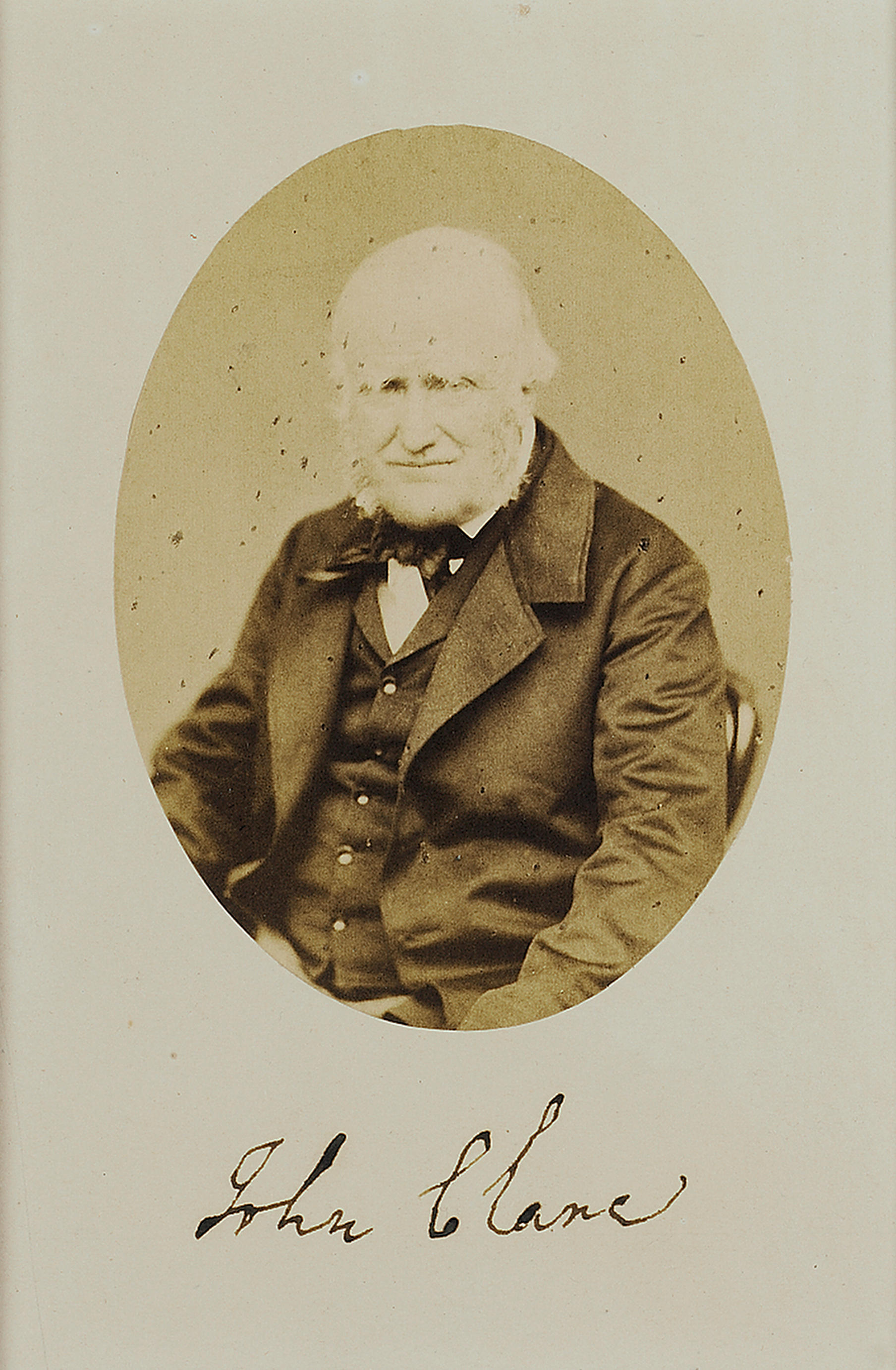
John Clare na fotografii z roku 1862.

Rovněž jeho další básnická sbírka z roku 1821 The Village Minstrel, and Other Poems (Vesnický básník a jiné básně), byla úspěšná. Clare se díky své tvorbě seznámil s londýnskou literární smetánkou, získal důchod i vlastní dům, ale nevhodné spekulace jej připravily o majetek. Již roku 1823 byla jeho rodina bez prostředků, což mělo neblahý vliv na jeho duševní zdraví. Jeho další práce se již netěšily takové pozornosti jako předešlé, jeho duševní nemoc se prohlubovala (považoval se například za lorda Byrona a svou manželku za svou první lásku) a rovněž hodně pil. Proto žil od roku 1837 až do své smrti v ústavech pro duševně choré, nejprve v High Beach v Essexu a od roku 1841 až do své smrti v Northamptonu, ale i zde napsal několik svých dnes vysoce ceněných básní, především I am (Jsem), vydanou roku 1848, ve které se odráží jeho pocity odcizení od své rodiny a přátel kvůli svému duševnímu stavu.
Clare je básníkem tradičního anglického venkova, mizejícího v průmyslové revoluci. Jeho poezie obsahuje popisy přírody, kterou miloval, a smutek nad ničením tradičního způsobu venkovského života (rozorané pastviny, pokácené stromy, ohrady). Ke konci života psal pak básně spíše meditativní a používal formu podobnou lidovým písním a baladám. Dnes je považován za jednoho z největších anglických přírodních lyriků 19. století.
John Clare je ústřední postavou románu Vířící bludiště (The Quickening Maze, 2011, česky Odeon, 2012, v edici Světová knihovna) za který jeho autor Adam Foulds obdržel Cenu Evropské unie za literaturu.

## Dílo

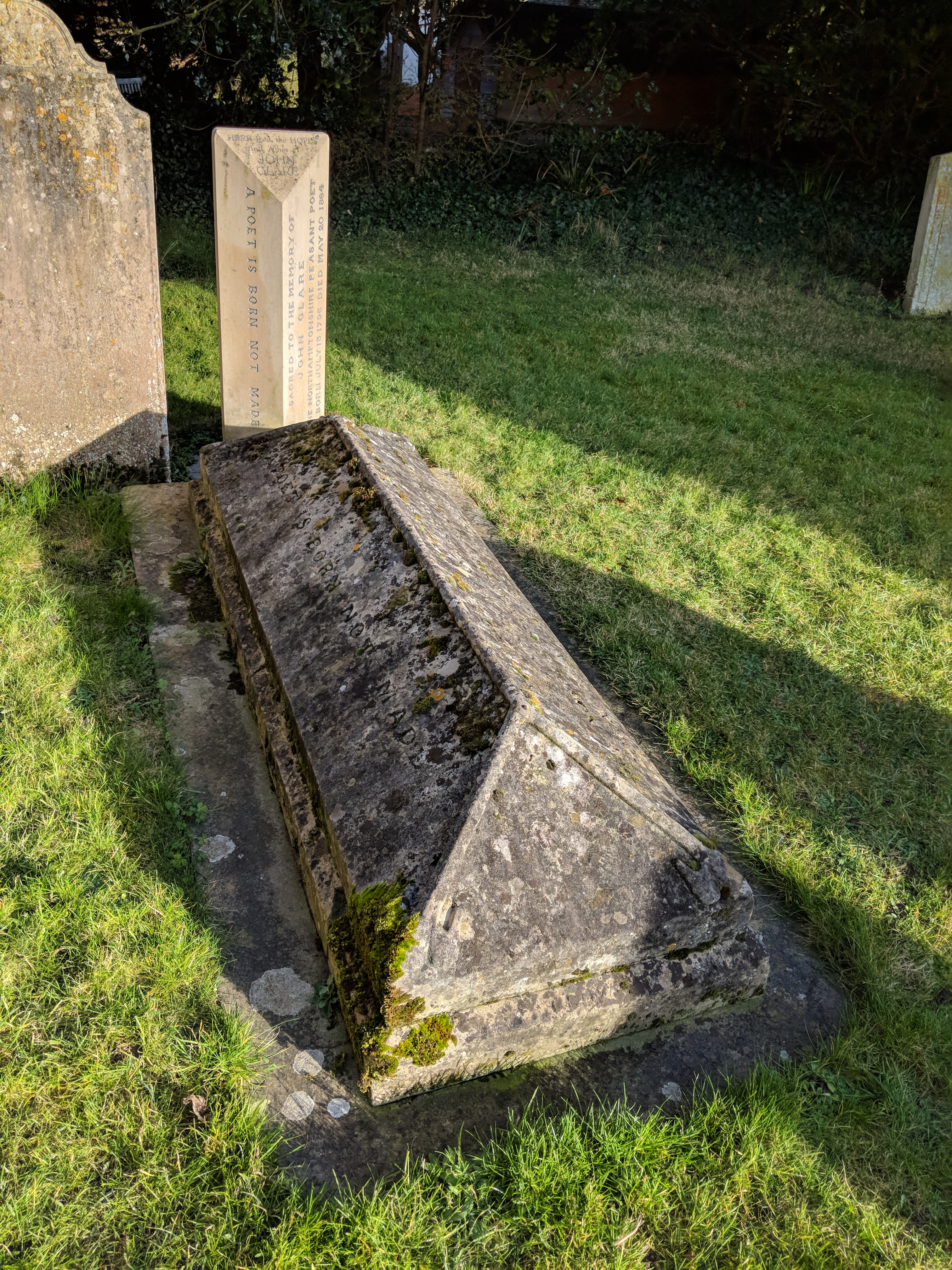
Básníkův hrob v Helpstonu

- Poems Descriptive of Rural Life and Scenery (1820, Básně popisující venkovský život a krajinu).
- The Village Minstrel, and Other Poems (1821, Vesnický básník a jiné básně).
- The Shepherd's Calendar with Village Stories and Other Poems (1827, Pastýřův kalendář s venkovskými příběhy a dalšími básněmi).
- The Rural Muse (1835, Venkovská múza).

## České překlady
Do češtiny přeložili po několika básních Václav Z. J. Pinkava a Alena Dvořáková. Báseň Jsem přeložil Miroslav Macek.